# Iugoslavos
Iugoslavos ou Jugoslavos (em servo-croata:  Jugoslaveni/Југославени, Jugosloveni/Југословени; em macedônio/macedónio:  Југословени; em esloveno:  Jugoslovani) é uma designação que foi originalmente utilizada para referir-se aos eslavos meridionais unidos. Foi usado em duas conotações, com a primeira sendo uma conotação étnica ou supra-étnica, e a segunda como um termo para os cidadãos da antiga Iugoslávia. Defensores políticos e culturais da identidade iugoslava têm atribuído historicamente a identidade como aplicável a todas as pessoas de descendência eslava meridional, incluindo aqueles da atual Bósnia e Herzegovina, Croácia, Montenegro, Macedônia do Norte, Sérvia e Eslovênia. Algumas tentativas de unir a Bulgária na Iugoslávia não tiveram sucesso, de forma que os búlgaros não foram inclusos nesta identificação.
Desde a desintegração da Iugoslávia e o estabelecimento dos estados-nação eslavos meridionais, o termo étnico iugoslavos foi usado para se referir exclusivamente àqueles que se viam como iugoslavos e sem autoimagem de outra etnia, muitos destes sendo de uma descendência mista.
No final do século XIX e início do século XX, os intelectuais e influenciadores públicos Jovan Cvijić e Vladimir Dvorniković defenderam que os iugoslavos, como uma nação supra-étnica, possuía "muitas etnias tribais, tais como croatas, sérvios e outras consigo".
Na República Socialista Federativa da Iugoslávia, a designação oficial para aqueles que se declaravam simplesmente como iugoslavo possuía aspas: "Iugoslavos" (introduzido no censo de 1971). As aspas foram originalmente colocadas para distinguir a etnia iugoslava da cidadania iugoslava - que era escrita sem as aspas. A maior parte das pessoas que se identificavam em etnia como "Iugoslavos" retornaram ou adotaram a etnia tradicional e suas identidades nacionais. Outros também decidiram a alterar para identificações regionais sub-nacionais, especialmente em regiões históricas multi-étnicas como a Ístria, Voivodina, Bósnia (então bósnios). A designação iugoslava, entretanto, continua a ser utilizada por muitos, especialmente pelos descendentes de imigrantes iugoslavos nos Estados Unidos, Canadá e Austrália enquanto o país ainda existia.

## História

### Iugoslavismo e a Iugoslávia
Desde o final do século XVIII, quando as tradicionais afiliações étnicas europeias começaram a amadurecer em modernas identidades étnicas, houve numerosas tentativas de definir uma identidade étnica em comum para os eslavos meridionais. A palavra Iugoslavo, significando "Eslavo do Sul", foi utilizado pela primeira vez por Josip Juraj Strossmayer em 1849. A primeira citação do iugoslavismo foi no movimento ilírio no Reino da Croácia. Este identificou os eslavos meridionais com os ilírios e tentou construir uma língua comum baseada no dialeto Shtokaviano. O movimento foi liderado por Ljudevit Gaj, cuja escrita tornou-se uma das duas escritas oficiais utilizadas na língua servo-croata.
Dentre os adeptos ao iugoslavismo e a identidade iugoslava ativos no início do século XX, estava o famoso escultor Ivan Meštrović (1883-1962), que lembrou o herói Marco da Sérvia "nosso povo iugoslavo com seu coração nobre e gigante" e escreveu uma poesia falando sobre uma "raça iugoslava"; Jovan Cvijić, em seu artigo "As bases da civilização iugoslava", desenvolveu a ideia de uma cultura iugoslava unificada e alegou que "Novas qualidades que até agora foram fracamente expressadas, irão surgir. Uma amálgama das mais férteis qualidades de nossas três tribos [sérvios, croatas e eslovenos] irá vir à tona ainda mais forte, e então será construído o modelo de uma civilização iugoslava única - o final e mais importante alvo de nosso país."
Em 28 de junho de 1914, Gavrilo Princip assassinou Francisco Fernando da Áustria-Hungria, herdeiro do trono austríaco, e sua esposa em Sarajevo. Princip era membro da Jovem Bósnia, um grupo que dentre seus alvos incluía a unificação dos iugoslavos e a independência da Áustria-Hungria. O atentado de Sarajevo colocou em movimento uma série de eventos que culminaram na Primeira Guerra Mundial. Após sua captura e durante seu julgamento, ele alegou "Eu sou um nacionalista iugoslavo, buscando a unificação de todos os iugoslavos, e eu não me importo qual a forma do estado, mas deve ser livre da Áustria."
Em junho-julho de 1917, o Comitê Iugoslavo se reuniu com o Governo Sérvio em Corfu e no dia 20 de julho a Declaração de Corfu estabeleceu a fundação para o estado que seria criado no pós-guerra. O preâmbulo alegava que os sérvios, croatas e eslovenos tinham "o mesmo sangue, língua, sentimentos de unidade, continuidade e integridade do território que vivem, sem divisões, e interesses comuns da sobrevivência nacional e múltiplo desenvolvimento de sua vida moral e material." O estado foi criado como Reino dos Sérvios, Croatas e Eslovenos, uma monarquia constitucional, sob a Casa de Karađorđević. O termo "iugoslavos" foi usado para referir-se a todos seus habitantes, mas particularmente aqueles de etnia eslava meridional. Alguns nacionalistas croatas viam a pluralidade e a família real sérvia como hegemônica. Eventualmente, um conflito de interesses surgiu entre os iugoslavos. Em 1929, o Rei Alexandre tentou resolver uma profunda crise política iniciada por tensões étnicas iniciando uma ditadura, renomeando o país para "Reino da Iugoslávia" e oficialmente pronunciando que há apenas uma única nação entre as três tribos. A designação étnica iugoslava foi então imposta por um período de tempo em todos os eslavos meridionais na Iugoslávia. As mudanças na política iugoslava após a morte do Rei Alexander em 1934 trouxeram ao fim esta política, mas a designação continuou a ser usada por algumas pessoas.
O filósofo Vladimir Dvorniković defendeu o estabelecimento de uma etnia iugoslava em seu livro de 1939 com o título "A Caracterologia dos iugoslavos". Sua visão incluía a eugenia e mistura cultural para criar uma forte nação iugoslava.
Houve três tentativas de tornar a Bulgária como parte da Iugoslávia ou parte de uma federação ainda maior: através de Aleksandar Stamboliysky durante e após a Primeira Guerra Mundial; da Zveno durante o Golpe de Estado de 1934 na Bulgária, e através de Georgi Dimitrov durante e após a Segunda Guerra Mundial, mas por várias razões, todas as tentativas falharam.

## Auto-identificação na segunda Iugoslávia
| Repúblicas e províncias | 1961 | 1971 | 1981 |
| ----------------------- | ---- | ---- | ---- |
| Croácia                 | 0.4  | 1.9  | 8.2  |
| Sérvia Central          | 0.2  | 1.4  | 4.8  |
| Bósnia e Herzegovina    | 8.4  | 1.2  | 7.9  |
| Kosovo                  | 0.5  | 0.1  | 0.1  |
| Macedônia               | 0.1  | 0.2  | 0.7  |
| Montenegro              | 0.3  | 2.1  | 5.3  |
| Eslovênia               | 0.2  | 0.4  | 1.4  |
| Vojvodina               | 0.2  | 2.4  | 8.2  |
| Toda a Iugoslávia       | 1.7  | 1.3  | 5.4  |

Após a liberação das Potências do Eixo em 1945, a nova República Socialista Federativa da Iugoslávia tornou-se um país federal, sendo oficialmente reconhecido e tendo a diversidade étnica valorizada. As identidades étnicas tradicionais novamente se tornaram as designações étnicas primárias usadas pela maior parte dos habitantes da Iugoslávia. Entretanto, muitas pessoas ainda se declaravam como "Iugoslavos" por quererem expressar uma identificação com a Iugoslávia como um todo, mas não especificamente com nenhum de suas tribos. 
Josip Broz Tito expressou seu desejo por uma etnia iugoslava sem divisões, quando alegou: "Eu gostaria de viver para ver o dia que a Iugoslávia se tornaria amalgamada em uma comunidade firme, quando não seria mais uma comunidade formal, mas uma comunidade de uma única nação iugoslava."
O censo de 1971 registrou 273.077 iugoslavos, ou 1,33% da população total. O censo de 1981 registrou 1.216.463 ou 5,4% de iugoslavos. No censo de 1991, 5,54% (242.682) dos habitantes da Bósnia e Herzegovina se declaravam iugoslavos. 4,25% da população da República de Montenegro também se declararam iugoslavos no mesmo censo. 
A constituição da República da Bósnia e Herzegovina de 1990 ratificou uma presidência de sete membros. Um dos sele deveria ser eleito dentre/por iugoslavos, introduzindo-os próximos aos muçulmanos por nacionalidade, com os sérvios e croatas também na constituição, mas em um nível inferior. Entretanto, devido à Guerra da Bósnia, esta constituição teve uma vida curta e não foi cumprida. 
O censo de 1981 mostrou que os iugoslavos eram cerca de 8% da população da Croácia, sendo esta a porcentagem mais alta de iugoslavos na Croácia até os dias de hoje. O censo de 1991 indicou que o número de iugoslavos havia caído para 2% da população da Croácia. O censo de 2001 (o primeiro após a independência) registrou apenas 176 iugoslavos. O próximo censo em 2011 registrou 331 iugoslavos na Croácia (0,008% da população).
Pouco antes e após da dissolução da Iugoslávia, a maior parte dos iugoslavos voltaram-se para designações étnicas mais convencionais. Ainda assim, o conceito sobreviveu na Bósnia e Herzegovina (onde a maioria das cidades possui uma pequena porcentagem) e na Sérvia e Montenegro (2003-2006), que manteve o nome "Iugoslávia" por mais tempo, até fevereiro de 2003.

## Estados sucessores

### Organizações

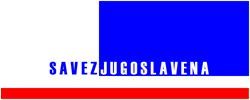
Logo da Aliança de Iugoslavos

Os iugoslavos da Croácia possuem várias organizações. A "Aliança de Iugoslavos" (Savez Jugoslavena), estabelecida em 2010 em Zagreb, é uma associação com o objetivo de unir os iugoslavos da Croácia, independente de religião, gênero, visão política ou outras diferenças. Seu principal alvo é o reconhecimento oficial da nação iugoslava em todos os estados sucessores da Iugoslávia: Croácia, Eslovênia, Sérvia, Macedônia do Norte, Bósnia e Herzegovina e Montenegro.
Outra organização pró-Iugoslávia defendendo o reconhecimento da nação iugoslava é a associação "Nossa Iugoslávia" (Udruženje "Naša Jugoslavija"), que é uma organização oficialmente registrada na Croácia. A sede desta associação está na cidade ístria de Pula, onde foi fundada em 30 de julho de 2009. A associação tem a maior parte dos membros nas cidades de Rijeka, Zagreb e Pula. Seu principal objetivo é estabilizar as relações entre os estados sucessores da Iugoslávia. Está também ativo na Bósnia e Herzegovina, mas seu registro oficial como associação foi negado pelas autoridades bósnias.
A organização pró-iugoslava provavelmente mais conhecida em Montenegro é o "Consulado Geral da República Socialista Federativa da Iugoslávia", com sua sede na cidade costeira de Tivat. Antes do censo de 2011, Marko Perković, presidente desta organização, chamou os iugoslavos de Montenegro para livremente se declararem iugoslavos no censo que seria realizado.

## Pessoas notáveis
O melhor exemplo conhecido de um iugoslavo autodeclarado é o Marechal Josip Broz Tito, que organizou a resistência contra os alemães na Iugoslávia tendo efetivamente expulsado os nazistas da Iugoslávia, participou da fundação do Movimento Não Alinhado e desafiou a pressão soviética de Joseph Stalin na Iugoslávia. Outras pessoas que se declararam "iugoslavos" incluem intelectuais, artistas, atores e esportistas, tais como:
- Aleksa Đilas[31]
- Ivan Ergić[32]
- Goran Bregović
- Andrej Grubačić
- Lepa Brena[33]
- Ivica Osim[34]
- Božo Koprivica[35]
- Oliver Dulić[36][37]
- Dževad Prekazi[38][39]
- Magnifico[40][41]
- Milić Vukašinović[42][43]
- Milan Milišić[44]
- Đorđe Đogani[45]
- Branko Đurić
- Branko Milićević "Kockica"[46]
- Ašok Murti[47]
- Ekrem Jevrić[48]
- Joška Broz,[49] neto de Josip Broz Tito
- Boris Vukobrat[50]
- Duško Vujošević
- Josip Pejaković
- Branimir Štulić[51]
- Srđa Popović
- Igor Mandić
- Edvin Kanka Ćudić
- Srđan Dragojević
- Bogdan Tanjević
- Miljenko Smoje
- Jovan Vavic

## Símbolos
O símbolo que é provavelmente o mais usado pelos iugoslavos para expressar sua identidade e para o qual normalmente são associados, é a bandeira tricolor azul-branca-vermelha, com uma estrela vermelha com bordas amarelas no centro da bandeira, que também serviu de bandeira da República Socialista Federativa da Iugoslávia entre 1945 e 1991.
Antes da Segunda Guerra Mundial, o símbolo do iugoslavismo era uma bandeira tricolor limpa, azul, branca e vermelha, que também foi a bandeira do Reino da Jugoslávia no período entreguerras. 
